# المناوشات المصرية الليبية
المناوشات المصرية الليبية أو حرب الأيام الأربعة كانت مناوشات حدودية قصيرة الأمد بين مصر وليبيا واستمرت من 21 إلى 24 يوليو 1977. حيث تزايدت التوترات بين البلدين في أبريل ومايو من نفس العام. حيث هاجم متظاهرون الممثليات الدبلوماسية الليبية الحدود المصرية. نشأ الصراع من تدهور العلاقات الذي حدث بين الدولتين بعد أن رفض الرئيس المصري أنور السادات طلبات الزعيم الليبي معمر القذافي لتوحيد بلديهما وسعى إلى التوصل إلى تسوية سلمية مع إسرائيل في أعقاب حرب أكتوبر في عام 1973. وبعد ذلك بوقت قصير بدأت ليبيا في رعاية المنشقين ومؤامرات الاغتيال لتقويض السادات، وردت مصر بالمثل لإضعاف القذافي. في أوائل عام 1976 أرسل القذافي قوات إلى الحدود المصرية حيث بدأوا في الاشتباك مع حرس الحدود. رد السادات بتحريك العديد من القوات إلى المنطقة، في حين قامت هيئة الأركان العامة المصرية بوضع خطط لغزو للإطاحة بالقذافي.
وفي يونيو 1977 أمر العقيد القذافي نحو 225000 مصري يعملون في ليبيا بمغادرة البلاد وذلك بحلول الأول من مارس وإلاَ واجهوا الاعتقال. في 21 يوليو 1977 بدأت معارك بأسلحة نارية بين القوات المتمركزة على الحدود بين البلدين، أتبعت بهجمات برية وجوية على الجانبين. وتم التوافق على وقف لإطلاق النار بين الجانبين في 24 يوليو نظمت من قبل الرئيس الجزائري الرّاحل هواري بومدين.
اشتدت الاشتباكات على طول الحدود في يوليو 1977. في 21 يوليو، أغارت كتيبة دبابات ليبية على بلدة السلوم. نصبت القوات المصرية كمينًا لها، ثم شنت بعد ذلك هجومًا مضادًا كبيرًا، وشنت غارات جوية على قاعدة جمال عبد الناصر الجوية وأرسلت قوة ميكانيكية 24 كيلومتر (15 ميل) إلى الأراضي الليبية قبل الانسحاب. وعلى مدى اليومين التاليين، تم تبادل نيران المدفعية الثقيلة عبر الحدود، في حين داهمت الطائرات المصرية والقوات الخاصة المناطق الليبية. في 24 يوليو، شن المصريون غارة أكبر على قاعدة الناصر الجوية وضربوا مستودعات الإمدادات الليبية. وتحت ضغوط كبيرة من الولايات المتحدة لإنهاء الهجمات، ومحاولات الرئيس الجزائري هواري بومدين وزعيم منظمة التحرير الفلسطينية ياسر عرفات للتوسط للتوصل إلى حل، أعلن السادات فجأة وقف إطلاق النار. ووقع قتال متقطع خلال الأيام القليلة التالية مع انسحاب القوات المصرية عبر الحدود. وظلت العلاقات بين البلدين متوترة، وعلى الرغم من عدم التوصل إلى اتفاق رسمي قط، فقد أيد كل منهما الهدنة وسحبا قواتهما تدريجياً من الحدود. وخفف القذافي من لهجته ضد مصر في السنوات التالية لكنه حشد الدول العربية الأخرى لعزل البلاد.

## خلفية الحرب
في السبعينيات، بدأت ليبيا، بقيادة معمر القذافي، سياسة خارجية حازمة لتعزيز الوحدة العربية. وتشاور مع القادة المصريين والسوريين بشأن اتخاذ الخطوات اللازمة لتحقيق هذا الهدف. وعندما توفي الرئيس المصري جمال عبد الناصر، أحد أبرز أنصار القومية العربية، في سبتمبر/أيلول 1970، أخذ خليفته أنور السادات مكانه في المناقشات. وتوجت المفاوضات بإنشاء اتحاد الجمهوريات العربية عام 1972، المكون من ليبيا ومصر وسوريا. وعلى الرغم من أن القوات المسلحة المصرية تأسست لتحقيق أهداف واسعة النطاق تتمثل في تعزيز القوات المسلحة لكل دولة، وقوانينها، وسياساتها الخارجية، إلا أنه لم يتم اعتماد سوى إشارات رمزية للوحدة، مثل إنشاء علم وطني مشترك.  في الأشهر التالية، قام القذافي بحملة قوية من أجل الوحدة الفورية مع مصر، في حين تراجع اهتمام السادات بالوحدة بشكل مطرد. كان السادات أيضًا يكره القذافي شخصيًا، حيث وجده زعيمًا مزعجًا وغير مناسب.
كان أحد أهداف القذافي الرئيسية في السياسة الخارجية، والذي شاركه فيه الكثيرون في العالم العربي، هو القضاء على إسرائيل. وأعرب عن أمله في أن يتم استخدام القوة المشتركة للمالية الليبية، المدعومة باقتصاد مربح يعتمد على النفط، وعدد سكان مصر الكبير وقوتها العسكرية، لتدمير إسرائيل. في أكتوبر 1973، شنت مصر وسوريا، دون استشارة ليبيا، هجومًا منسقًا على إسرائيل، وبدأت حرب يوم الغفران. وعلى الرغم من أن الهجوم المضاد الإسرائيلي قضى على المكاسب الإقليمية المصرية في المراحل الأولى من الحرب، إلا أن السادات وافق على فتح مفاوضات مع إسرائيل، سعياً إلى إعادة شبه جزيرة سيناء إلى مصر مقابل ضمان بعدم الانخراط في المزيد من الهجمات على البلاد.  كان القذافي غاضبًا من أهداف الحرب المحدودة ووقف إطلاق النار، واتهم السادات بالجبن وتقويض القوات المسلحة المصرية،  وخيانة القضية العربية.  ورد السادات بالكشف عن تدخله في وقت سابق من ذلك العام لمنع ليبيا من إغراق سفينة ركاب مدنية تحمل سياح يهود في البحر الأبيض المتوسط. بعد ذلك، اتسمت العلاقات المصرية الليبية بالاتهامات المتكررة ضد قادة البلدين، وتم التخلي عن مزيد من المناقشات بشأن السعي إلى الوحدة.

## مقدمة الحرب
كانت شرارة المناوشات «مسيرة نحو القاهرة» قوامها آلاف المتظاهرين الليبيين تجاه الحدود المصرية يوم 20 يونيو 1977، وذلك بإيعاز من حكومتهم التي لم يرق لها التقارب الدبلوماسي بين مصر وإسرائيل الذي بدت بوادره في ذلك الوقت، فكانت دعوى نظام الليبي السابق معمر القذافي إلى مسيرة لإسقاط الحدود التي يراها معيقة لنهضة الشعوب العربية واتحادها، وذلك بتحفيز وحدة شعبية عروبية بين البلدين على نهج جمال عبد الناصر الذي رأى القذافي أن الرئيس المصري أنور السادات قد فارقه، ظانا أن الشعب المصري سيستجيب بدوره بسبب ما رآه تذمرا شعبيا من عزم السادات على التصالح مع إسرائيل.
وبسبب قلقه من سياسة السادات للسلام، سعى القذافي إلى زيادة دور ليبيا في شؤون الشرق الأوسط. وبدعم من عائدات النفط القوية، بدأ في الحصول على كمية كبيرة من الأسلحة من الاتحاد السوفييتي. كما قام برعاية المنشقين المصريين مثل جماعة الإخوان المسلمين، والمتمردين المصريين المسلحين، ووضع خططًا لاغتيال السادات. رد الرئيس المصري بدعم التخريب في ليبيا - بما في ذلك التوسع المحتمل في التشجيع لمؤامرات اغتيال القذافي - ودعم الجماعات المناهضة لليبيا في تشاد المجاورة. في فبراير 1974، طلب السادات من وزير خارجية الولايات المتحدة هنري كيسنجر تشجيع إسرائيل على الامتناع عن مهاجمة مصر في حالة دخولها في حرب مع ليبيا. في أوائل عام 1976، نشر القذافي قوات ليبية على طول الحدود المصرية، حيث بدأوا في الاشتباك مع حرس الحدود المصريين. في الصيف، قرر السادات اتخاذ إجراء عسكري ضد الاستفزازات الليبية، حيث قام بنقل فرقتين ميكانيكيتين - يبلغ مجموعهما 25.000 إلى 35.000 جندي - إلى الحدود ونقل 80 طائرة مقاتلة إلى قاعدة مرسى مطروح الجوية، المطار الواقع في أقصى غرب مصر. بعد أن انزعج القذافي من هذا التصعيد المفاجئ، أرسل 3000 إلى 5000 جندي إضافي و150 دبابة إلى الحدود.  في 22 يوليو أمر القذافي مصر بإغلاق قنصليتها في بنغازي. لبعض الوقت ظل الوضع متوترا حيث بدا أن مصر ستغزو ليبيا، ولكن بعد عدة أسابيع من عدم اتخاذ المصريين أي إجراء كبير بدا لليبيين أنه لن يكون هناك هجوم.
جادل معظم المراقبين في ذلك الوقت بأن السادات لم يأمر بالغزو لأنه سيضغط على اقتصاد مصر المتعثر ويبعدها عن الاتحاد السوفيتي والدول العربية في الخليج العربي، والتي كانت بالفعل مستاءة من سياسته تجاه إسرائيل ومبادراته تجاه الولايات المتحدة. تنص على. افترضت مصادر دبلوماسية أن السادات كان مصمماً على احتلال العاصمة الليبية طرابلس وإسقاط القذافي.  وذكرت مصادر مصرية أيضًا أن السادات كان يرغب في أن يثبت للاتحاد السوفييتي أن مصر أقوى من ليبيا، وأن حكومتها لا ينبغي أن تتخلى عن العلاقات الطيبة مع مصر لصالح ليبيا.  وخلص محلل الاستخبارات الأمريكية كينيث بولاك إلى أن السبب وراء عدم قيام مصر بمهاجمة ليبيا في ذلك الوقت هو أن جيشها لم يكن مستعدًا. ولم تتدرب القوات المصرية مطلقًا على غزو ليبيا، وكانت تفتقر إلى البنية التحتية والخدمات اللوجستية في الصحراء الغربية لدعم مثل هذه العملية. ومع ذلك، أعدت هيئة الأركان العامة المصرية خططًا للهجوم. صرح وزير الحرب المصري محمد عبد الغني الجمسي أن الجيش المصري يستعد للصراع في الغرب، بينما أعلنت وسائل الإعلام المصرية أن القذافي كان يخطط لضم الصحراء الغربية بمساعدة كوبا.
زاد القذافي من ضغوطه السياسية على مصر، في حين واصل المصريون تخزين الإمدادات وتركيز القوات على طول الحدود. في مايو 1977، أخبر السوفييت ليبيا والدول العربية الأخرى أن لديهم أدلة على أن مصر كانت تخطط لشن غزو. وتجاهل الليبيون التحذير وتركوا معظم وحداتهم في مستويات منخفضة من الاستعداد، على الرغم من استمرارهم في الاشتباكات الحدودية مع القوات المصرية. وبحلول أوائل الصيف، كانت مصر قد أكملت استعداداتها للحرب. قامت القوات الجوية المصرية بنقل القاذفات المقاتلة سوخوي سو-17 وسوخوي سو-7 من السرب رقم 55 وطائرات ميراج 5 الهجومية من السرب رقم 69 إلى قاعدة مرسى مطروح الجوية والمنشآت القريبة تحسبًا للصراع.  وقعت اشتباكات كبيرة يومي 12 و16 يوليو، وفي 19 يوليو اشتبكت القوات الليبية في معركة طويلة الأمد مع المصريين أثناء قيامها بغارة. وذكرت الحكومة المصرية أن تسعة من جنودها قتلوا.  نظم القذافي مجموعة من المدنيين في مسيرة من ليبيا إلى القاهرة، العاصمة المصرية، للاحتجاج على سياسة السادات تجاه إسرائيل على أمل أن يتم استقبالهم بشكل جيد من قبل السكان. وبعد أن أوقف حرس الحدود المصري المظاهرة على الحدود، أمر القذافي قواته بمداهمة بلدة السلوم المصرية.

## القوى المعارضة
بحلول أوائل يوليو 1977، رفعت فرقتي الجيش المصري المنتشرة على الحدود إلى قوتهما الكاملة. وقد عززوا بالعديد من كتائب الكوماندوز ووحدات الدعم، بينما كانت الفرقة الثالثة المتمركزة بالقرب من القاهرة والقوات الخاصة الأخرى على استعداد للانتقال في غضون مهلة قصيرة. ونشر ما يزيد على 40 ألف جندي على الحدود خلال الحرب.  بعد أن شاركت في حرب يوم الغفران، كان لدى القوات المصرية أيضًا قدر لا بأس به من الخبرة القتالية، وحافظت على مستوى عالٍ من الاحترافية، وكانت تحت قيادة مجموعة ماهرة من الجنرالات. ومع ذلك، كانت الروح المعنوية بين الجنود مختلطة، حيث كان لدى البعض تحفظات بشأن قتال دولة عربية زميلة بسبب ما بدا أنه نزاع يتعلق بالسلام مع إسرائيل، العدو السابق.  كما عانت القوات المصرية من نقص الأفراد المهرة لصيانة معداتها. 
وكانت القوات الليبية في وضع غير مؤات إلى حد كبير. يتألف الجيش الليبي بأكمله من 32.000 جندي فقط، وتم تجميع حوالي 5.000 منهم فقط في ثلاثة تشكيلات بحجم ألوية لمحاربة المصريين على طول الحدود.  كما كانت ليبيا تعاني من ندرة في الموظفين المهرة؛ في عام 1977، كان لدى الجيش حوالي 200-300 من طاقم الدبابات المدربين و150 طيارًا مؤهلًا على الأكثر. كانت صيانة المعدات في حدها الأدنى ولم تتمكن الوحدات عادةً إلا من مستوى استعداد تشغيلي بنسبة 50 بالمائة أو أقل.  كان لدى القوات الجوية للجمهورية العربية الليبية، بقيادة العقيد مهدي صالح الفرجاني، أكثر من 100 طائرة مقاتلة من طراز ميراج وميج 23، لكن مشاكل فنية أوقفت الأخيرة.  كما قام القذافي بتسييس الجيش من خلال خلط الأوامر بشكل متكرر وإجراء التعيينات على أساس الولاء الشخصي، وبالتالي كان الجيش يفتقر إلى الاحترافية. ومع ذلك، كانت معنويات الليبيين مرتفعة، حيث اعتقدوا أنهم يواجهون عدواً خان العالم العربي من خلال سعيه للسلام مع إسرائيل.

## مسار الحرب
عندما أوقف حرس الحدود المصريين مسيرة المتظاهرين بشكل سلمي أطلقت وحدات مدفعية ليبية قذائفها على مدينة السلوم الحدودية المصرية. في اليوم نفسه ردت القوات الجوية المصرية بمهاجمة قواعد عسكرية في شرق ليبيا بأسراب من طائرات (سوخوي إس يو - 20) و ميج 21 فدمّرت طائرات ليبية. يوم 22 يوليو قصفت طائرات سوخوي إس يو - 20 وميج 21 مصرية قواعد جوية ليبية جنوب طبرق، ولاحقًا في ذلك اليوم قصفت طائرات المصرية مواقع عسكرية ليبية في واحة الكُفرة، وطبقا لنفس المصدر العسكري فلم يُنزل مظليون مصريون خلف الحدود الليبية. يوم 23 يوليو هاجمت الطائرات المصرية قاعدة العـدم الجوية جنوب طبرق، واستدعيت جميع المقاتلات الليبية من كافة أنحاء ليبيا إلى طبرق مما أدى إلى معارك جوية عنيفة بين الطائرات المصرية والطائرات الليبية.
في 21 يوليو 1977، نفذت كتيبة الدبابات الليبية التاسعة غارة على السلوم. تعرضت الوحدة لكمين في البلدة وتعرضت لهجوم مضاد مخطط له جيدًا من قبل فرقة ميكانيكية مصرية واحدة على الأقل، مما أوقع 50 بالمائة من الضحايا في كتيبة الدبابات التاسعة قبل انسحابها. طلب الجيش الليبي دعمًا جويًا، وقام عدد قليل من طائرات الميراب من السرب رقم 1002 التابع للقوات الجوية الليبية بقصف السلوم والمستوطنات المجاورة، مما تسبب في أضرار طفيفة.   ادعى المصريون أنهم أسقطوا اثنتين منهم بنيران مضادة للطائرات، وبحسب ما ورد دمروا واحدة بأنظمة دفاع جوي محمولة من طراز ستريلا-2.  وبعد عدة ساعات بدأ المصريون هجومًا مضادًا كبيرًا.  أربع طائرات ميراج مصرية وثماني طائرات سو-7، بقيادة العقيد عادل نصر ومغطاة بأربع مقاتلات من طراز ميج 21، انطلقت من مرسى مطروح وداهمت قاعدة جمال عبد الناصر الجوية في الأدم،  والتي كانت بمثابة القاعدة الجوية الاعتراضية الرئيسية في شرق ليبيا. تفاجأ الليبيون، وكان العديد من طائرات الميراج والميغ الخاصة بهم ثابتة ومكشوفة في القاعدة. وذكرت مصادر غربية أن الغارة الجوية لم يكن لها تأثير يذكر.  وفقًا لبولاك، تسببت الغارات الجوية المصرية في أضرار طفيفة للطائرات، على الرغم من أنها أصابت عددًا قليلاً من الرادارات. وزعم المصريون أنهم ألحقوا أضرارًا بسبع طائرات. كتب المؤرخان العسكريان توم كوبر وألبرت غراندوليني أن الطيارين الليبيين أفادوا بأن الغارة كانت "فعالة للغاية".  تم إسقاط طائرة مصرية من طراز Su-7 وتم أسر طيارها. وتم تقديمه لاحقًا على أنه أسير على شاشة التلفزيون.  وهاجمت طائرات مصرية أخرى محطات الرادار في البردية والجغبوب.
تقدمت قوة ميكانيكية مصرية كبيرة - ربما يصل حجمها إلى فرقتين - إلى ليبيا على طول الساحل باتجاه بلدة مساعد. وبصرف النظر عن بعض الاشتباكات بالدبابات، تراجع الليبيون في مواجهة التوغل. بعد التقدم 24 كيلومتر (15 ميل) إلى ليبيا، وانسحب المصريون عبر الحدود. وخسر الليبيون ما مجموعه 60 دبابة وناقلة جند مدرعة في القتال.
خلال اليومين التاليين، تبادل الليبيون والمصريون نيران المدفعية الثقيلة عبر الحدود بأقل قدر من التأثير. احتشدت القوات المصرية في السلوم، وتعرضت لـ 16 غارة منخفضة المستوى من القوات المسلحة العربية الليبية صباح يوم 22 يوليو.  ادعى المصريون أنهم أسقطوا طائرتين مقاتلتين، على الرغم من أن الليبيين أرجعوا هذه الخسائر إلى حوادث، زاعمين أن إحدى طائراتهم تحطمت أثناء قيامها بمهمة استطلاع وأن طائرة أخرى دمرت بنيرانهم المضادة للطائرات. خلال هذا الوقت، أغارت القوات الجوية المصرية على عدة بلدات ومنشآت عسكرية ليبية، بما في ذلك قاعدة الكفرة الجوية. كما أرسل المصريون ثلاثة أسراب من طائرات ميغ وسو-20 لمهاجمة قاعدة ناصر الجوية. ظلت الطائرات الليبية مكشوفة في القاعدة، لكن المصريين تسببوا فقط في أضرار طفيفة لها، وكذلك لبعض الرادارات والمباني.  ومع ذلك، توقفت القوات المسلحة اللبنانية عن العمل من المنشأة لبقية اليوم.  كما أظهرت الطائرات المصرية تفوقها الجوي من خلال التحليق على ارتفاعات منخفضة فوق القرى الليبية.  وعلى الرغم من أن الطائرات لم تطلق النار، إلا أن ذلك أدى، حسبما ورد، إلى فرار آلاف المدنيين نحو بنغازي.  مع توقف قاعدة الناصر الجوية مؤقتًا،  شنت 12 كتيبة كوماندوز مصرية هجمات بطائرات الهليكوبتر ضد الرادارات الليبية والمنشآت العسكرية ومعسكرات المتمردين المصريين المناهضين للسادات الواقعة على طول الحدود وكذلك في واحة الكفرة وواحة الجغبوب والأدم. و طبرق.   في صباح يوم 23 يوليو، شنت القوات الجوية اللبنانية هجمات ضد مصر، حيث حلقت طائرات الميراج على ارتفاع منخفض فوق البحر الأبيض المتوسط قبل أن تتجه جنوبًا لمهاجمة قاعدة مرسى مطروح الجوية ومنشآت أخرى. وكانت برفقتهم مروحيات ميل مي-8 المجهزة للحرب الإلكترونية. على الرغم من أن المروحيات عطلت اتصالات قيادة الدفاع الجوي المصري، إلا أن طائرات ميغ-21 المصرية قامت بدوريات شبه مستمرة للتخفيف من فعالية القوات الجوية اللبنانية. وزعمت مصر أنها دمرت أربع طائرات ميراج.

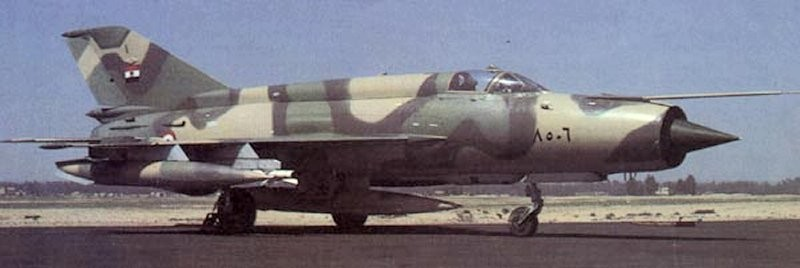
أرسل المصريون طائرات ميج 21 (مثال في الصورة) ضد قاعدة جمال عبد الناصر الجوية خلال الحرب.

في 24 يوليو، حشدت ليبيا احتياطياتها.  في هذه الأثناء، بدأ المصريون هجومًا كبيرًا على قاعدة الناصر الجوية، حيث لم يكن الليبيون قد تحركوا طائراتهم للاختباء بعد. وهاجمت الطائرات المصرية بالتزامن مع قوات كوماندوز بطائرات هليكوبتر. تمكنوا من تدمير العديد من أنظمة رادار الإنذار المبكر، وإتلاف بعض مواقع صواريخ أرض جو، وإحداث حفرة في مهبط الطائرات، وتدمير عدد قليل من المركبات المدرعة و6-12 طائرة ميراج. أسقطت النيران الليبية المضادة للطائرات طائرتين من طراز سوخوي سو-17. تسببت هجمات الكوماندوز على مستودعات الخدمات اللوجستية الليبية في الأدم والجغبوب في أضرار جسيمة، على الرغم من أن الغارة التي شنتها الطائرات المصرية على قاعدة الكفرة الجوية لم يكن لها تأثير يذكر. وفي وقت متأخر من اليوم، وبينما كان القتال لا يزال مستمراً في الجغبوب، أعلن السادات وقف إطلاق النار. ووقعت أحداث طفيفة خلال اليومين التاليين أثناء انسحاب القوات المصرية إلى بلادها.  على مدار الحرب، خسر الليبيون 30 دبابة و40 ناقلة جند مدرعة، بالإضافة إلى 400 ضحية. بالإضافة إلى ذلك، تم أسر 12 جنديًا ليبيًا.  ذكر بولاك أن القوات الجوية اللبنانية فقدت 10-20 طائرة ميراج.  كتب كوبر وجراندوليني أن القوة فقدت ستة طائرات ميراج وما يصل إلى 20 طائرة سوكو جي-2 غالب وسوكو جي-21 جاستريب. وتعرضت معظم المنشآت العسكرية الليبية شرق طبرق لأضرار بدرجات متفاوتة. عانى المصريون على الأكثر من خسارة أربع طائرات و100 ضحية، بالإضافة إلى عدد من الجنود الأسرى. وفقًا لدبلوماسيين عرب، قُتل ثلاثة فنيين عسكريين سوفييت كانوا يساعدون الليبيين في تشغيل أجهزة الرادار الخاصة بهم عرضًا في الغارات الجوية، رغم أنهم لم يشاركوا في الصراع. وبينما كان القتال مستمرا، قال متحدث عسكري مصري للصحافة إن "قواتنا كانت حريصة على عدم إيذاء المدنيين الليبيين". بحسب الصحفية ميادة الجوهري، لم يُقتل أي مدني ليبيّ خلال الحرب.

## ما بعد الحرب

### هدنة
وصورت كل من ليبيا ومصر النتيجة على أنها انتصار لهما. ولم يتوصلوا قط إلى اتفاق سلام رسمي بعد الحرب، لكنهم أوقفوا العمليات القتالية والتزموا بالهدنة.  ومع ذلك، ظلت التوترات مرتفعة، حيث تبادل السادات والقذافي الإهانات في الأيام التي أعقبت الصراع. كتب وزير الخارجية الليبي عبد المنعم الهوني رسالة إلى مجلس الأمن التابع للأمم المتحدة، زاعمًا أن المصريين دمروا المدارس والمستشفيات، وألحقوا أضرارًا جسيمة بخمس بلدات، وألحقوا "خسائر فادحة في الأرواح بين المدنيين الأبرياء". ورفض مجلس الأمن مناقشة الأمر. كما اتهمت الحكومة الليبية الولايات المتحدة بتبادل المعلومات الاستخبارية القتالية مع مصر.  وفي 24 أغسطس، تبادلت مصر وليبيا الأسرى. وظلت أعداد كبيرة من القوات متمركزة على طول الحدود في أعقاب النزاع مباشرة، ولكن تم سحبها في نهاية المطاف، لأن الافتقار إلى البنية التحتية في المنطقة جعل من الصعب نشر قوات كبيرة على المدى الطويل.
ومُنعت وسائل الإعلام الدولية من دخول منطقة القتال أثناء الحرب، مما جعل من الصعب التأكد من تفاصيل الصراع من مصدر مستقل.  وتفاجأ المراقبون بإعلان السادات المفاجئ عن وقف إطلاق النار، حيث كان المسؤولون المصريون يخبرون الدبلوماسيين أن السادات ينوي غزو ليبيا والإطاحة بالقذافي. وعلى مدار حرب الحدود، طار زعيم منظمة التحرير الفلسطينية ياسر عرفات بين طرابلس والقاهرة في محاولة للتوسط في حلها. ورافق ضابطان عسكريان ليبيان عرفات إلى مصر لمحاولة التوصل إلى حل. قبل وقت قصير من انتهاء القتال، تدخل الرئيس الجزائري هواري بومدين للتوسط أيضًا، وأعلنت حكومة الكويت أنها ستقدم المساعدة. ومع ذلك، ذكرت عدة مصادر دبلوماسية أن حكومة الولايات المتحدة شجعت السادات على إنهاء الصراع. ومع الأخذ في الاعتبار الإخفاقات المصرية خلال حرب يوم الغفران والافتقار إلى البنية التحتية في الصحراء الغربية، اعتقد المسؤولون الأمريكيون أن المصريين لم يتمكنوا من تحمل غزو ليبيا، وبالتالي سيضطرون إلى الانسحاب مذلين. واعتقد الأميركيون أن هذا من شأنه أن يضر بسمعة السادات، وبالتالي تقويض نفوذه السياسي أو حتى ربما يؤدي إلى سقوطه. وبما أن الولايات المتحدة اعتبرته ذا أهمية رئيسية في تحقيق مصر السلام مع حليفتها إسرائيل، فقد ضغطت عليه لإنهاء القتال. كما كانوا يخشون أن يتدخل السوفييت لصالح ليبيا.

### آثار الحرب
بالنسبة الى العربي الجديد، بدأت حرب الأيام الأربعة حقبة جديدة من الصراع في الشرق الأوسط تميزت بالقتال بين الدول العربية بدلاً من القتال بينها وبين إسرائيل. عطلت الحرب أنشطة التجارة والتهريب عبر الحدود للبدو، وهم من البدو الذين يقيمون في كلا البلدين. وفي وقت لاحق، غادر آلاف المصريين المقيمين في ليبيا والذين يعملون في الخدمة المدنية وصناعة النفط والزراعة والتجارة والتعليم البلاد، مما أدى إلى اضطراب الاقتصاد وإعاقة الخدمات العامة. العديد من الألغام المزروعة في ليبيا أثناء الحرب ظلت هناك حتى عام 2006. وأعرب العديد من المراقبين في الدول العربية عن قلقهم من الاشتباك، حيث شعروا أنه مفيد لإسرائيل. بالنسبة للقذافي، أثبتت الحرب أن السادات كان جادًا في مواجهة النفوذ الليبي في مصر. وإدراكًا منه أنه لا يستطيع تحدي القوات المسلحة المصرية، خفف الزعيم الليبي من ضغطه العسكري على البلاد. وبسبب استياءه من أداء القوات المسلحة العربية الليبية خلال الصراع، قام بطرد الفرجاني واستبدله بضابط شرع على الفور في تحديث القوة. وعلى الرغم من الخسائر البشرية والعتاد الكبيرة التي تكبدتها ليبيا خلال الحرب، فإن الظهور بأن الجيش الليبي الأصغر قد نجح في صد هجوم مصري عزز معنويات الجيش ومكانة القذافي السياسية الداخلية. بالنسبة للسادات وقادته العسكريين، كشف الصراع أن ليبيا قد كدست ترسانة كبيرة من العتاد الذي كان من الممكن أن يخل بتوازنات القوى الإقليمية.
وفي الوقت نفسه، واصل السادات متابعة المفاوضات مع إسرائيل مما أثار استياء ليبيا ودول عربية أخرى. ويخشى المسؤولون الإسرائيليون أن يبدأ الليبيون حربًا ثانية للإطاحة بالسادات، وبالتالي القضاء على احتمالات السلام مع مصر.  وتدهورت العلاقات بين ليبيا ومصر أكثر بعد سفر السادات إلى القدس في نوفمبر 1977. ومع ذلك، وقعت مصر وإسرائيل اتفاق سلام في عام 1978، أعادت فيه شبه جزيرة سيناء إلى السيطرة المصرية.  وسرعان ما قامت مصر بنقل قواتها إلى حدودها الغربية، وردت ليبيا بسحب قواتها لتجنب مواجهة أخرى. خفف القذافي من لهجته ضد مصر في السنوات التالية، لكنه حشد الدول العربية الأخرى لعزل البلاد واستنكار سياسات السادات وخليفته حسني مبارك.

## النهاية والتداعيات
أثمرت وساطة الجزائر والزعيم الفلسطيني ياسر عرفات رئيس منظمة التحرير الفلسطينية عن وقف إطلاق النار يوم 24 يوليو 1977، ثم وقف القتال يوم 25 يوليو 1977. ورغم توقف القتال بين الدولتين إلا أن الخلاف بينهما ظل، ثم خفف تبادل الأسرى الذي جرى في أغسطس 1977 من تأزم الموقف بين مصر وليبيا. كانت مواقف الدول العربية منقسمة ما بين الدول المحافظة المؤيدة لمصر في الدفاع عما رأته تجاوزا لسيادتها، والدول ذات النزعة القومية التقدمية التي أيدت موقف ليبيا ولم تتعاطف مع تحركات مصر نحو إسرائيل، وهو ما تبلور لاحقا في إعلان أغلب الدول العربية مقاطعة مصر، وتجميد عضويها في جامعة الدول العربية بعد زيارة السادات لإسرائيل وتوقيع اتفاقية كامب ديفد للسلام بينهما. بعد مقتل السادات سنة 1981، تولّي حسني مبارك تشكيل مكتب علاقات ليبي مصري برئاسة أحمد قذاف الدم القذافي لكي يكون منسقاً للعلاقات بين ليبيا ومصر.